# مخطط اليمن

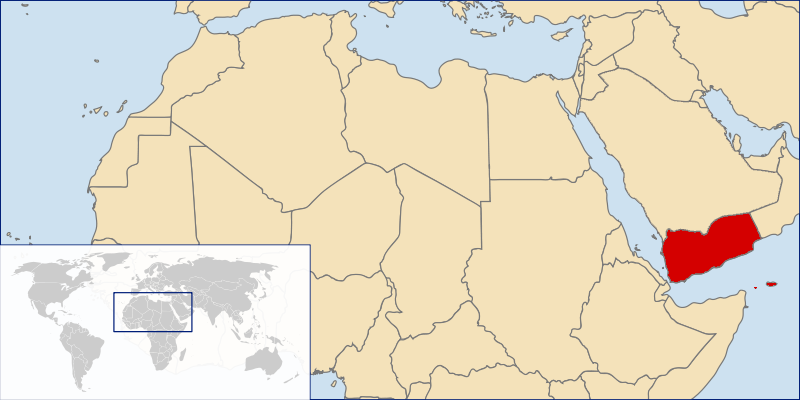
موقع اليمن

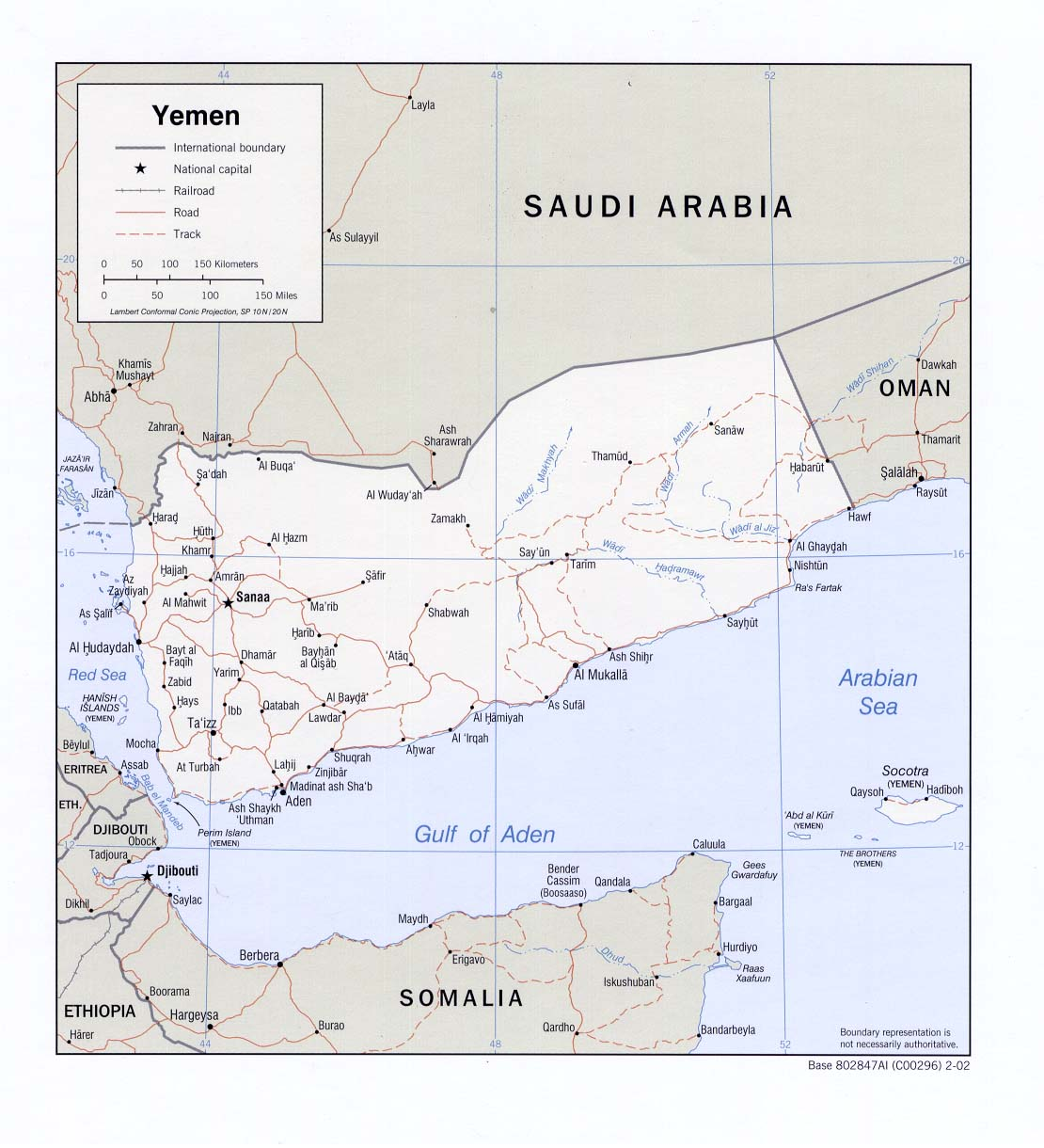
خريطة مُكبرة لدولة اليمن

في هذا المخطط التالي عرض عام ودليل موضوعي لليمن:
اليمن – دولة ذات سيادة تقع في الجزء الجنوبي من شبه الجزيرة العربية في جنوب غرب آسيا. يبلغ عدد سكان اليمن أكثر من 20 مليون نسمة، وتحدها المملكة العربية السعودية شمالاً، والبحر الأحمر غرباً، وبحر العرب وخليج عدن جنوباً، وسلطنة عمان شرقاً. تشمل أراضي اليمن أكثر من 200 جزيرة، أكبرها جزيرة سقطرى، على بعد حوالي 415 كم (259 ميلاً) إلى الجنوب من اليمن، قبالة سواحل الصومال. اليمن هي الجمهورية الوحيدة في شبه الجزيرة العربية.

## مرجع عام
- الاسم الشائع للدولة: اليمن
- الاسم الرسمي للدولة: الجمهورية اليمنية
- الاسم الرسمي للدولة بالإنجليزية: (Republic of Yemen)
- الجنسية: يمني
- أصل التسمية: اسم اليمن
- تصنيفات اليمن الدولية
- رموز الدول حسب المعيار الدولي أيزو: YE, YEM, 887
- رموز المناطق حسب المعيار الدولي أيزو: أيزو 3166-2:YE
- النطاق الأعلى في ترميز الدولة على الإنترنت: .ye

## جغرافيا اليمن
جغرافيا اليمن
- اليمن هي: دولة
- الموقع:

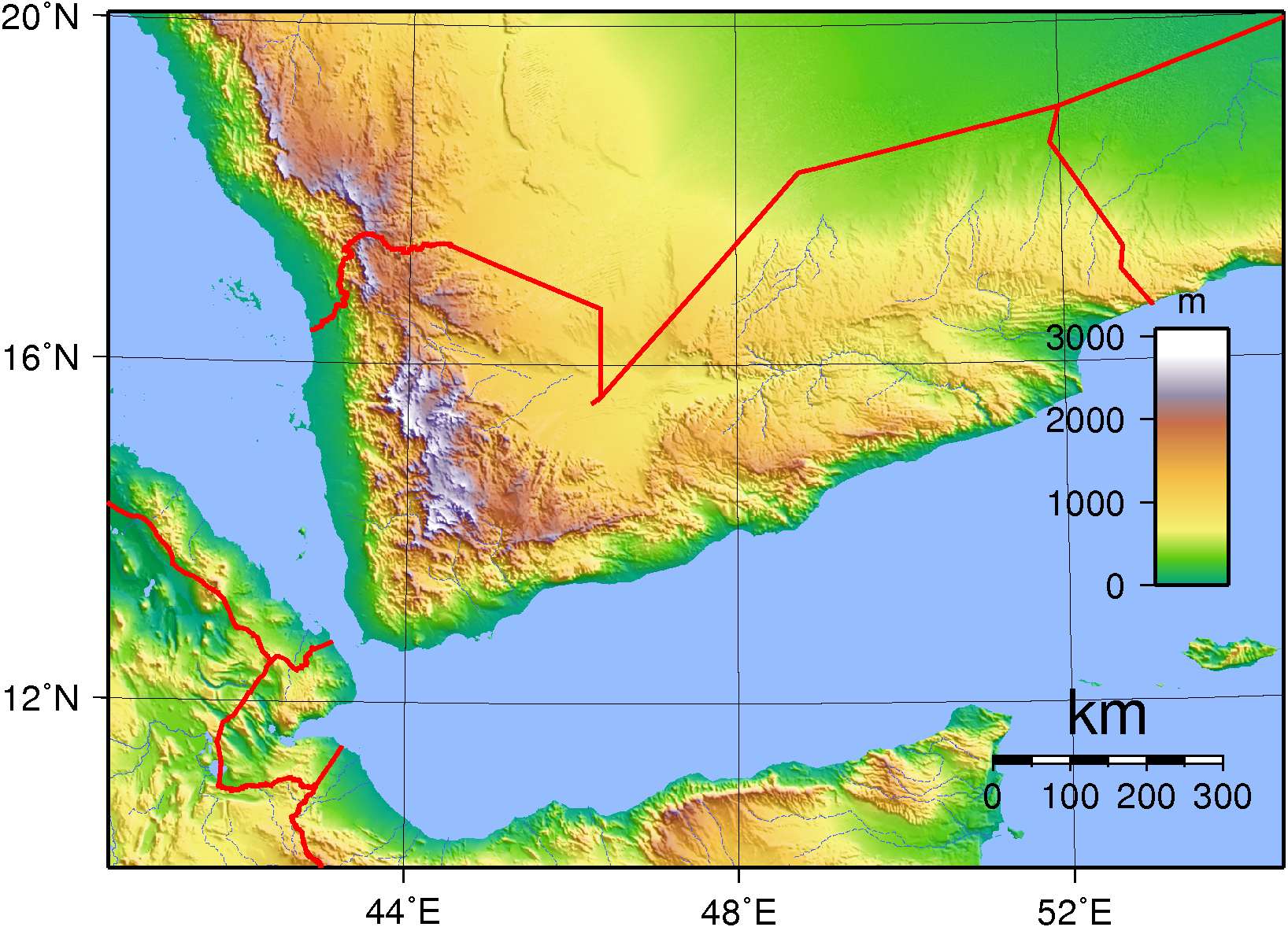
خريطة طبوغرافية لليمن

  - نصف الأرض الشمالي ونصف الأرض الشرقي
  - أوراسيا
    - آسيا
      - جنوب غرب آسيا

  - الشرق الأوسط
    - شبه الجزيرة العربية

  - المنطقة الزمنية: ت ع م+03:00
  - نقاط اليمن القصوى
    - أعلى: جبل النبي شعيب 3,666 م (12,028 قدم)
    - أدنى: بحر العرب 0 م

  - الحدود البرية: 1,746 كم

 1,458 كم
 288 كم
- - الساحل: 1,906 كم
- سكان اليمن: 32,305,264 (2024)[2] - الدولة رقم 47 من حيث عدد السكان
- مساحة اليمن: 527,968 كم² - الدولة رقم 158 من حيث المساحة
- أطلس اليمن

### بيئة اليمن

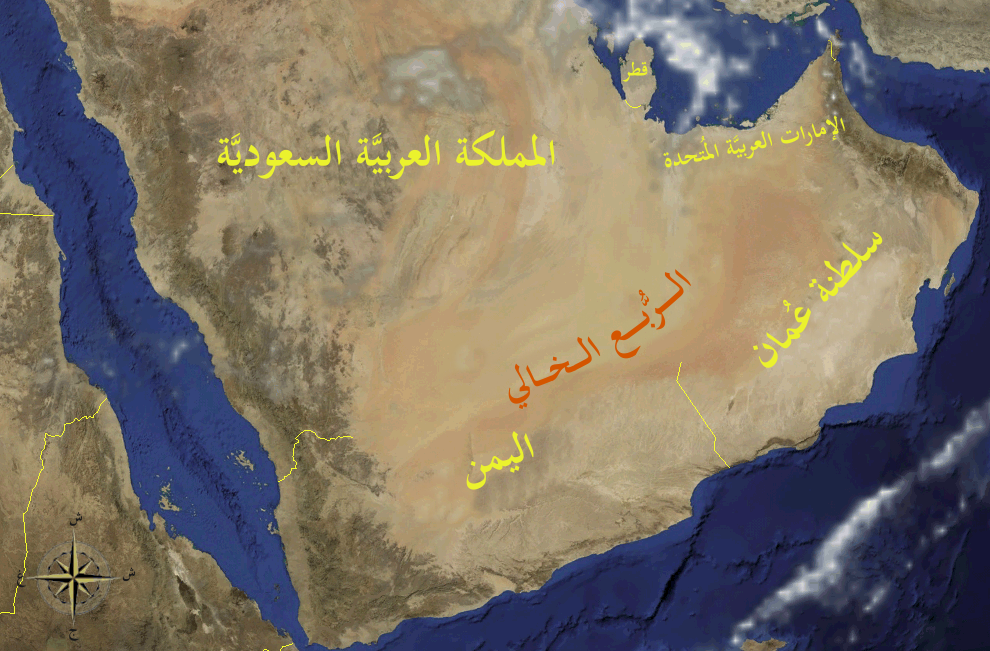
صورة بالقمر الصناعي لليمن

- مناخ اليمن
- الطاقة المتجددة في اليمن
- جيولوجيا اليمن
- المحميات الطبيعية في اليمن
  - محميات المحيط الحيوي في اليمن
  - * الحياة البرية في اليمن
  - حيوانات اليمن
    - طيور اليمن
    - ثدييات اليمن

#### معالم اليمن الجغرافية الطبيعية
- الأنهار الجليدية في اليمن: لا يوجد
- جزر اليمن
- بحيرات اليمن
  - بحيرة ديتوا لاجون
- جبال اليمن
- البراكين في اليمن
- أنهار اليمن
  - شلالات اليمن
  - وديان اليمن
- مواقع التراث العالمي في اليمن